# Frikroppsdiagram

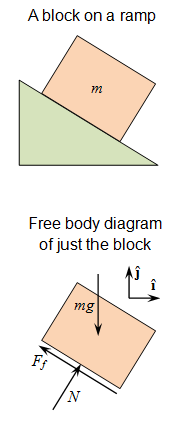
Ett block på en ramp (överst) och motsvarande frikroppsdiagram av endast blocket (nederst). Rampen har ersatts med en normalkraft och en friktionskraft, medan jorden har ersatts med en tyngdkraft.

Ett frikroppsdiagram, även kallat kraftdiagram, är en illustrativ representation som ofta används av fysiker och ingenjörer för att visa samtliga yttre krafter som verkar på en kropp av intresse. Det fås genom friläggning av kroppen, d.v.s. att alla andra kroppars påverkan på denna ersätts med krafter.